# Voice of Charity
Pour les articles homonymes, voir VOC.
Voice Of Charity (V.O.C.) est une station de radio libanaise maronite. Elle diffuse des programmes religieux, culturels, et sociaux. Elle couvre le Liban, la Syrie, la Jordanie, et Israël. Elle émet en de nombreuses langues : arabe (20 heures par jour), français (3 heures quotidiennes), anglais (1 heure chaque jour), arménien (1 h hebdomadaire), srilankais (1 heure par semaine) et philippin (1 heure hebdomadaire), italien, ghanéen, hindi, éthiopien, syriaque, latin et grec ancien.

## Fréquences
- 107,7 MHz en français et en anglais.
- 105,9 MHz couvre Beyrouth et les côtes du Nord au Sud.
- 106 MHz à Jounieh, et Damas.
- 106,2 MHz pour Kobayyat, Becharri, Akkar, et le Sud du Liban.

Il est possible d'écouter cette station sur Internet.